# Скалябіно
Скаля́біно (рос. Скалябино) — присілок в Росії, в Гагарінському районі Смоленської області. Входить до складу Покровського сільського поселення. Населення — 2 особи.